# Legenda Tarzana
Legenda Tarzana (ang. The Legend of Tarzan, 2001–2003) – amerykański serial animowany, wyprodukowany w studiu Walt Disney w 2001 roku.
Do 31 sierpnia 2009 serial był emitowany na kanale Disney Channel, wcześniej przez TVP1 w sobotnim bloku Walt Disney przedstawia. Od 3 marca 2012 roku serial jest emitowany na kanale Disney XD, a od 7 października 2013 roku na antenie Disney Junior.
Jest to kontynuacja filmów Tarzan oraz Tarzan i Jane.

## Wersja polska
Opracowanie wersji polskiej: Start International Polska

Reżyseria: Joanna Wizmur

Dialogi: Bartosz Wierzbięta

W wersji polskiej udział wzięli:
- Andrzej Nejman – Tarzan
- Edyta Olszówka – Jane
- Joanna Wizmur – Terk
- Adam Bauman – Tantor
- Witold Pyrkosz – Profesor Archimedes Q. Porter
- Janusz Zadura – Renard Dumont
- Marzena Trybała – Kala
- Wojciech Paszkowski –
  - Hooft,
  - Mojo
- Jarosław Boberek –
  - Hugo,
  - Tublat
- Agata Gawrońska – królowa La
- Tomasz Marzecki –
  - pułkownik Staquait,
  - Merkus
- Robert Tondera – Edgar Rice Burroughs
- Izabela Dąbrowska – Robin / Doktor Conan Doyle
- Marek Obertyn – Kerczak
- Jacek Kopczyński – Mungo
- Marek Włodarczyk – Gogu
- Włodzimierz Bednarski – prezydent Roosevelt
- Ryszard Nawrocki – Samuel T. Philander
- Tomasz Steciuk – Johannes Niles
- Krzysztof Banaszyk – Basuli
- Artur Kaczmarski – Bob Markham
- Paweł Szczesny – Wódz Keewazi
- Jan Kulczycki
- Stefan Knothe
- Hanna Polk

## Postacie
- Tarzan – wychowany przez goryle król dżungli, mąż Jane, syn angielskiego małżeństwa, które rozbiło się swoim statkiem u brzegów Afryki (co widzimy w pełnometrażowym filmie Tarzan). Jest bardziej związany ze światem zwierząt niż ludzi, lecz mimo to próbuje jak najlepiej poznać ten drugi świat, który w wielu sprawach wciąż stanowi dla niego zagadkę. Niezwykle silny i zręczny człowiek – życie w dżungli nauczyło go zaradności, sprytu i radzenia sobie w ciężkich sytuacjach, a prócz tego wyrobiło w nim ogromną siłę fizyczną. Jest przywódcą i opiekunem stada goryli. Cechuje go niezwykła szlachetność i odwaga.
- Jane Porter – żona Tarzana, razem z nim mieszka w domku na drzewie (zbudowanym niegdyś przez rodziców Tarzana). Jest Angielką z pochodzenia i czasami tęskni za dawnym życiem, ale nie chce opuszczać dżungli, którą zdążyła pokochać. Emocjonalnie jest bardzo związana z mężem. Niezwykle uzdolniona artystycznie, lubi malować oraz robić różne szkice. W filmie Tarzan uczy Tarzana mowy. Obecnie zaś zna język zwierząt, dzięki czemu umie się z nimi porozumieć. Nie radzi sobie tak dobrze w dżungli, jak jej mąż i nieraz zupełnie niepotrzebnie pakuje się w kłopoty, ale zawsze może liczyć na pomoc Tarzana i zaprzyjaźnionych zwierząt.
- Profesor Archimedes Q. Porter – ojciec Jane, naukowiec badający zwyczaje goryli. Człowiek w średnim wieku. Jest niskiego wzrostu. Trochę niezdarny, a chwilami nieco dziecinny. Podobnie jak Jane nauczył się od Tarzana języka zwierząt. Prowadzi badania naukowe na różne tematy. Prócz tego zna się na medycynie i kilka razy służy innym swoją wiedzą w tej dziedzinie.
- Terk – gorylica, przyjaciółka Tarzana i Tantora, których traktuje jak braci. Ma niewyparzony język i zwykle mówi wprost to, co właśnie myśli nie zważając na to, że może tym kogoś urazić. Często wyzywa Tantora i dokucza mu, mimo to jest do niego silnie przywiązana emocjonalnie, podobnie jak do Tarzana, któremu często pomaga w niebezpiecznych sytuacjach. Choć posiada kilka wad, to jednak zawsze można na nią liczyć.
- Tantor – słoń, przyjaciel Tarzana i Terk. Boi się wielu rzeczy, np. bakterii. Zwykle jest tchórzliwy i reaguje paniką na widok tego, co go przestraszy, w wyjątkowych sytuacjach potrafi się jednak wykazać odwagą. Często musi wysłuchiwać od Terk niemiłych słów pod swoim adresem (wywołanych głównie jego tchórzliwym charakterem), ale mimo to oboje stanowią doskonały duet, który niejeden raz wyciąga Tarzana z opałów.
- Kala – gorylica, która wychowała Tarzana, wdowa po Kerchaku (dawnym przywódcy stada goryli). Niezwykle szlachetna, dobra oraz bardzo spokojna. Kocha Tarzana jak własne dziecko i umie mu mądrze doradzić. Zawsze wierzy w to, że jej przybrany syn podejmie właściwą decyzję i zrobi to, co powinien. Jest wielkim autorytetem zarówno dla Tarzana, jak i dla Jane.
- Renard Dumont – właściciel francuskiej faktorii zbudowanej u wybrzeży Afryki, człowiek interesu, umie niemalże z każdej sytuacji wyciągnąć korzyści dla siebie. Sprawia wrażenie egoisty dbającego tylko o własny zysk, w rzeczywistości jest jednak dobrym człowiekiem. W miarę możliwości stara się nie wchodzić w konflikt z Tarzanem i zwierzętami z dżungli. Prawie zawsze zachowuje stoicki spokój, tylko w wyjątkowych okolicznościach popada w panikę i okazuje wtedy lęk o swoje życie. Choć oficjalnie nie jest przyjacielem Tarzana i jego rodziny, to jednak kilkakrotnie bezinteresownie pomaga im w kłopotach. Ma duże wpływy, które czasami wykorzystuje dla dobra głównych bohaterów. W kilku odcinkach zaleca się do Jane.
- Hugo i Hooft – dwaj uciekinierzy z Legii Cudzoziemskiej pracujący u Dumonta. Jeden z nich jest wysoki i chudy, drugi niski i tęgi. Nie są zbyt inteligentni, ale za to bardzo cwani i często umieją wyciągnąć z danej sytuacji korzyści dla siebie. Kiedyś służyli pod rozkazami płk. Staquaita, ale trafili do więzienia za niesubordynację (odmówili wykonania rozkazu spalenia murzyńskiej wioski wraz z jej mieszkańcami). Udało im się uciec i z pomocą Tarzana rozpoczęli nowe życie. Są nieco egoistyczni i bardzo zarozumiali, ale też zdolni do prawdziwej przyjaźni. W jednym odcinku wyprodukowali własny sos.
- Basuli – syn wodza plemienia Waziri. Młody i niezwykle szlachetny człowiek o wielkiej sile fizycznej. Początkowo nienawidzi wszystkich białych, uważając ich za przyczynę wszelkiego nieszczęścia, jakie spada na Afrykę, gdy jednak wspólnie z Tarzanem ratuje dżunglę od zagłady, zmienia swoje nastawienie w tej sprawie i zaprzyjaźnia się z głównymi bohaterami, a nawet zaprasza ich na swój ślub.

## Wrogowie
- Królowa La – czarownica z plemienia Waziri. Po wygnaniu z rodzinnej wioski stała się królową i kapłanką w mieście Ofar, gdzie przemieniła lamparty w plemię Lampartołaków. Jest piękna, okrutna i bezwzględna. Posiada magiczną laskę, za pomocą której umie czarować. Kocha się w Tarzanie i bardzo chce go poślubić.
- Tublat – goryl, wygnany niegdyś ze stada Kerchaka z powodu swojej agresji. Za wszelką cenę chce się pozbyć Tarzana i zostać przywódcą jego stada. Jest niezwykle silny fizycznie i pokonanie go często przekracza możliwości nie tylko Tarzana, ale i innych goryli. Pomimo tego głównym bohaterom ostatecznie zawsze udaje się go pokonać.
- Samuel T. Philander – naukowiec, rywal Archimedesa, któremu kilkakrotnie ukradł wyniki badań i przypisał je sobie. W przeciwieństwie do profesora Portera nie uznaje żadnych reguł i zawsze oszukuje, uważając, że cel uświęca środki. Kilkakrotnie staje na drodze głównych bohaterów, ale za każdym razem kończy się to dla niego porażką i ośmieszeniem.
- Pułkownik Jean Staquait – pułkownik z Legii Cudzoziemskiej. Ma bliznę na prawym oku taką samą, jak Skaza w filmie Król lew. Ściga Hugona i Hoofta, za to, że nie chcieli spalić murzyńskiej wioski, której mieszkańcy mu się narazili. Sprawia niekiedy wrażenie dżentelmena, jednak jest człowiekiem zimnym i bezdusznym. Gardzi Tarzanem i uważa go za nic niewartego dzikusa.
- Mombaja – zły słoń o czerwonych oczach, chory na wściekliznę. W szale potrafi być niebezpieczny.

## Spis odcinków
| Premiera odcinka | N/o | Angielski tytuł                      |
| ---------------- | --- | ------------------------------------ |
|                  |     |                                      |
| SERIA PIERWSZA   |     |                                      |
|                  |     |                                      |
| 20.09.2003       | 01  | Wyścig z czasem                      |
|                  |     |                                      |
| 13.09.2003       | 02  | Faktoria handlowa                    |
|                  |     |                                      |
| 11.10.2003       | 03  | Zagubione młode                      |
|                  |     |                                      |
| 17.01.2004       | 04  | Zagubione miasto Ofar                |
|                  |     |                                      |
| 18.10.2003       | 05  | Zbiegowie                            |
|                  |     |                                      |
| 01.11.2003       | 06  | Wściekły słoń                        |
|                  |     |                                      |
| 29.11.2003       | 07  | Trucizna w rzece                     |
| 10.01.2004       | 08  | Trucizna w rzece                     |
|                  |     |                                      |
| 13.12.2003       | 09  | W zasięgu wroga                      |
|                  |     |                                      |
| 08.11.2003       | 10  | Źródło młodości                      |
|                  |     |                                      |
| 04.10.2003       | 11  | Ukryty świat                         |
|                  |     |                                      |
| 24.01.2004       | 12  | Strzelanina                          |
|                  |     |                                      |
| 15.11.2003       | 13  | Wielkie żuki                         |
|                  |     |                                      |
| 20.11.2003       | 14  | Szalona dżungla                      |
|                  |     |                                      |
| 22.11.2003       | 15  | Tarzan i protegowany                 |
|                  |     |                                      |
| 03.01.2004       | 16  | Zbuntowane lampartołaki              |
|                  |     |                                      |
| 06.12.2003       | 17  | Wyboisty rajd                        |
|                  |     |                                      |
| 01.05.2004       | 18  | Zalążek destrukcji                   |
|                  |     |                                      |
| 06.03.2004       | 19  | Srebrna małpa                        |
|                  |     |                                      |
| 27.12.2003       | 20  | Tarzan i wyzywający                  |
|                  |     |                                      |
| 17.04.2004       | 21  | Wybuch                               |
|                  |     |                                      |
| 14.02.2004       | 22  | Srebrny ekran                        |
|                  |     |                                      |
| 13.03.2004       | 23  | Bestia z podziemia                   |
|                  |     |                                      |
| 31.01.2004       | 24  | Wszechwidzący słoń                   |
|                  |     |                                      |
| 24.04.2004       | 25  | Brytyjska inwazja                    |
|                  |     |                                      |
| 12.06.2004       | 26  | Zagubiony skarb                      |
|                  |     |                                      |
| 07.02.2004       | 27  | Powrót La                            |
|                  |     |                                      |
| 28.02.2004       | 28  | Tarzan i Łomot Mullargan             |
|                  |     |                                      |
| 08.05.2004       | 29  | Brakujące ogniwo                     |
|                  |     |                                      |
| 20.03.2004       | 30  | Ucieczka z więzienia                 |
|                  |     |                                      |
| 10.04.2004       | 31  | Orle pióro                           |
|                  |     |                                      |
| 05.06.2004       | 32  | Twarz z przeszłości                  |
|                  |     |                                      |
| 27.03.2004       | 33  | Poszukiwacze wulkanicznych diamentów |
|                  |     |                                      |
| 29.05.2004       | 34  | Zemsta w rękawiczkach                |
|                  |     |                                      |
| 15.05.2004       | 35  | Tajemniczy gość                      |
|                  |     |                                      |
| 22.05.2004       | 36  | Zemsta Tublata                       |
|                  |     |                                      |
| 03.04.2004       | 37  | Nowa fala                            |
|                  |     |                                      |
| 27.09.2003       | 38  | Zamknięta w klatce furia             |
|                  |     |                                      |
| 25.10.2003       | 39  | Latający As                          |
|                  |     |                                      |